# Skims
Skims est une marque américaine de shapewear et de vêtements co-fondée par Kim Kardashian et Jens Grede. Skims met l'accent sur la positivité corporelle et l'inclusivité à travers la marque et pratique des tailles inclusives.
La société est évaluée à plus de 4 milliards de dollars en juillet 2023.

## Histoire

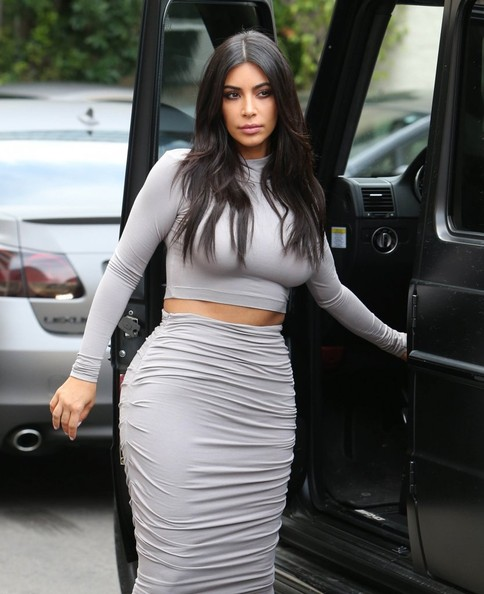
Kim Kardashian, la cofondatrice

La société est fondée en juin 2019 par la personnalité médiatique américaine, la femme d'affaires Kim Kardashian et l'entrepreneur suédois Jens Grede. Le mari de Kardashian à l'époque, Kanye West, est crédité comme étant son « Ghost Creative Director » (créateur fantôme) et pour avoir créé le logo unique de l'entreprise. Avant cette ligne, Kardashian s'est inspirée de son propre travail créatif de modification de vêtements, déclarant qu'elle « [conçoit] du shapewear depuis 15 ans ».
Le lancement initial de Skims génére plus de deux millions de dollars de bénéfices et l'entreprise a vendu des marchandises en 10 minutes. La société affirme avoir vendu plus de trois millions de produits au cours de sa première année d'activité.
En avril 2021, la société vaut plus de 1,6 milliard de dollars américains. Après de nouveaux investissements, la valorisation de Skims a été rapportée à 3,2 milliards de dollars américains en janvier 2022,.
En mars 2022, Skims figurait sur la liste TIME des 100 entreprises les plus influentes de l'année 2022.

## Les produits
Skims se distingue par sa large gamme de tailles allant du XXS au XXXXXL. Les vêtements de forme Skims sont également disponibles en neuf teintes différentes pour s'adapter à différents tons de peau. En plus des vêtements de forme, Skims lance de nombreuses collections différentes de vêtements de détente, de lingerie et d'accessoires, notamment des soutiens-gorge, des sous-vêtements, des combinaisons, des robes, des shorts, des pantalons de survêtement, des hauts, des sweats à capuche, des pulls et des claquettes,.
Initialement vendus directement au consommateur via SKIMS.com, les produits Skims sont maintenant vendus sur une variété de sites Web et dans les magasins Nordstrom,.

### Collaborations
Skims collabore avec de nombreuses entreprises. En 2021, la société a établi un partenariat avec l'équipe olympique des États-Unis, fournissant à ses athlètes des sports de loisirs de marque Team USA et Skims. Les athlètes ont porté ces vêtements lors des Jeux olympiques et paralympiques d'été de 2020 à Tokyo et des Jeux olympiques d'hiver de 2022 à Pékin,.
En octobre 2021, la société collabore avec l'entreprise italienne Fendi, créant une collection capsule de shapewear (en), de robes en cuir et de maillots de bain de marque FENDI x SKIMS,. La collaboration est inspirée par une collection Fendi précédemment publiée en 1978 par Karl Lagerfeld,. Bloomberg News rapporte que la collaboration a généré un chiffre d'affaires estimé à 3 millions de dollars américains dans les 10 minutes suivant sa sortie.

## Controverses
À l'origine, la société est nommée Kimono par Kardashian et Jens Grede,. Le nom initial de l'entreprise est critiqué par les critiques qui ont fait valoir qu'il manquait de respect à la culture japonaise et ignorait la signification de la tenue traditionnelle du pays. Avant son lancement, le hashtag "#KimOhNo" a commencé à être tendance sur Twitter, et le maire de Kyoto, Daisaku Kadokawa, écrit à Kardashian pour lui demander de reconsidérer le nom de l'entreprise et la marque de Kimono. En réponse à la pression du public, Kardashian annonce qu'elle changerait le nom de l'entreprise en Skims,.
Skims est accusé d'avoir photographié de nombreuses campagnes publicitaires. En février 2021, Kendall Jenner, la demi-sœur de Kardashian, est accusée d'avoir photographié des images et des vidéos de campagnes publicitaires sur ses propres réseaux sociaux. En juin 2021, Skims est accusé d'avoir manipulé des images de campagne publicitaire mettant en vedette Kardashian.
En avril 2022, Skims lance une campagne avec les célèbres mannequins Tyra Banks, Heidi Klum, Alessandra Ambrosio et Candice Swanepoel. Une conversation émerge à propos de Banks photoshoppé, qui comparait les images de la campagne côte à côte à la vidéo prise lors du tournage.

## Commercialisation
La société utilise fréquemment le marketing d'influence en demandant aux célébrités et aux influenceurs de porter leurs vêtements. Kylie Jenner, Kendall Jenner, Kourtney Kardashian et Khloé Kardashian ont été vues portant des Skims à de nombreuses reprises sur les réseaux sociaux et dans les campagnes publicitaires de Skims. Parmi les autres célébrités qui ont participé aux campagnes Skims figurent Kate Moss, Candice Swanepoel, Heidi Klum, Tyra Banks, Paris Hilton, Sabrina Carpenter, Lana Del Rey, Carmen Electra et Paris Jackson,,. En août 2025, c'est Post Malone qui incarne la collection Homme de Skims.

## Finances
Le lancement initial de Skims génére plus de 2 millions de dollars de bénéfices et l'entreprise a vendu des marchandises en 10 minutes. La société affirme avoir vendu plus de 3 millions de produits au cours de sa première année d'activité.
En avril 2021, la société vaut plus de 1,6 milliard de dollars américains. Après de nouveaux investissements, la valorisation de Skims a été rapportée à 3,2 milliards de dollars américains en janvier 2022,.

## Prix
En 2021, la fondatrice Kim Kardashian reçoit un prix "Brand Innovator" pour son travail sur Skims par les Innovator Awards du Wall Street Journal Magazine .